# サン・アンドレウ

バルセロナの地区、赤く着色されているのがサン・アンドレウ

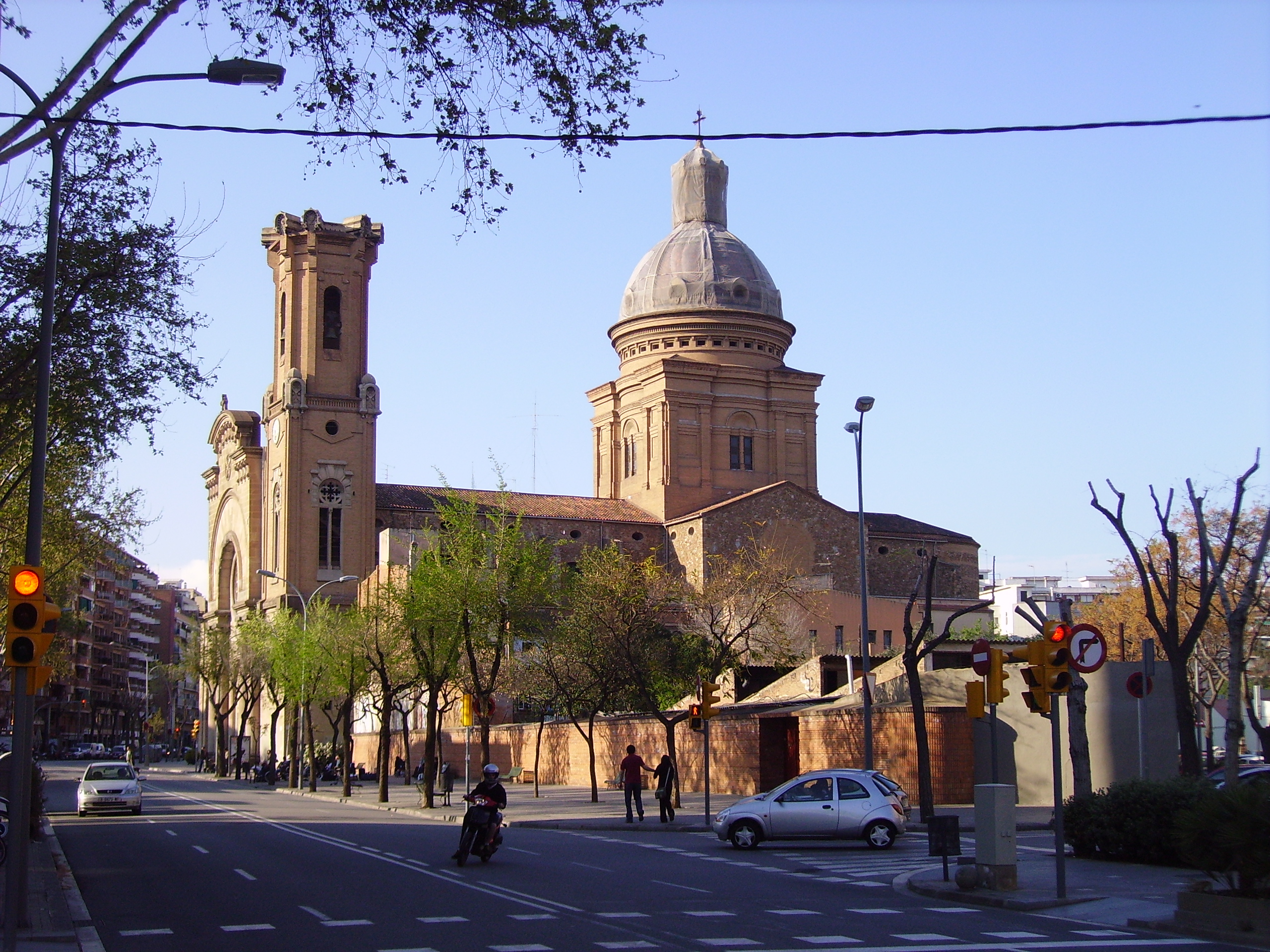
サン・アンドレウの中心、オルフィラ広場にある教会

さまざまな地域を含む地区の地図

サン・アンドレウ（カタルーニャ語発音: [ˈsant ənˈdɾew]、Sant Andreu）は、1984年の地区再編成以来となる、バルセロナ10行政区のひとつである。この地域で最大の旧自治体であったサン・アンドレウ・デ・パロマールにちなんで名付けられ、その名前を冠した近隣の大部分、および隣接するノウ・バリス地区の一部から形成された。
その広さは653ヘクタール（3番目の大きさの地区）で、2005年の人口は142,598人であった。市の北部に位置し、バゾス川、都市圏にある2つの隣接する町、サント・アドリアー・ダ・バゾスとサンタ・クローマ・ダ・グラマネート、およびその他の3つの行政区であるノウ・バリス、オルタ・ギナルド、サン・マルティに隣接している。

## サン・アンドレウ内の地域
サン・アンドレウはさらに7つの地域に分けられる :
- サン・アンドレウ・デ・パロマール (Sant Andreu de Palomar)
- ラ・サグレラ (La Sagrera)
- トリニタット・ヴェラ (Trinitat Vella)
- バロ・デ・ヴィヴェール (Baró de Viver)
- ナヴァス (Navas)
- エル・コングレ・イ・エルス・インディアンス (El Congrés i els Indians)
- ボン・パストール (Bon Pastor)

## 参照
- UEサン・アンドレウ
- サン・アンドレウ・ジャズ・バンド